# Quintet per a piano núm. 1 (Bacewicz)
El Quintet per a piano núm. 1 va ser compost per Grażyna Bacewicz el 1952. Es va estrenar a Cracòvia el 16 de novembre de 1952, per Kęstutis Bacevičius germà de Grażyna, i el Quartet Cracòvia, dirigit per Stanisław Tawroszewicz. Té una durada de 25 minuts.

## Moviments
Amb una durada de 32 minuts consta dels següents moviments:
- I.	Moderato molto espressivo
- II. Presto
- III. Grave
- IV. Con passione

## Origen i context
Bacewicz va compondre aquesta peça en un moment en què ja havia aconseguit un reconeixement important amb diverses obres com el Quartet de corda núm. 4. Aquestes dues peces comparteixen l’ús d’elements folklòrics i la combinació de contrastos rítmics entre moviments amb una precisió estructural pròpia de la música clàssica.
El Primer Quintet per a piano marca un moment en què Bacewicz ja havia superat les influències inicials de Karol Szymanowski i dels principis més rígids del neoclassicisme, desenvolupant un estil propi amb idees noves i personals. Aquest camí creatiu la va portar a incorporar tècniques inspirades en el barroc, sense deixar de banda elements del romanticisme tardà.

## Anàlisi musical
El Quintet per a piano núm. 1 de Bacewicz segueix una forma clàssica ben definida i estructurada. El primer moviment, Moderato molto espressivo, s'obre amb una introducció contemplativa i es desenvolupa en una forma sonata amb tocs expressius i una harmonia innovadora que, amb senzilleses calculades, genera una atmosfera molt suggeridora. El segon moviment, un Presto inspirat en una dansa, funciona com a scherzo, incorporant el ritme de l'oberek, la dansa folklòrica polonesa preferida de la compositora. El moviment final, Con passione, té un inici intens i dramàtic, però conclou retornant a la serenitat inicial del primer moviment, creant així un arc emocional que tanca la peça amb una impressió reflexiva.